# Gerardo Fernández (crítico teatral)
Gerardo Fernández (Montevideo, 12 de diciembre de 1941 - Buenos Aires, 17 de julio de 2000) fue un periodista, ensayista y crítico teatral uruguayo de destacada actuación en Buenos Aires, Argentina.
Fue uno de los críticos teatrales más prestigiosos del Río de la Plata,  se formó en el semanario Marcha de Uruguay. 
Hijo de una concertista de piano Gioconda y Gerardo Fernández, fanático del teatro, admirador de la actriz uruguaya China Zorrilla –quien conoció a Gerardo cuando éste era adolescente–, Fernández se inició muy joven en la crítica teatral de su país. Según la anécdota su padre "murió de risa" inmediatamente después del estreno de la comedia Fin de semana de Noel Coward por la Zorrilla.
Se exilió en Argentina en 1976 donde escribió en los diarios argentinos Clarín, La Opinión y La Razón, así como también en el periódico español El Público.
Fue director de la revista del Teatro Colón de Buenos Aires y de la revista del Teatro San Martín entre 1982-89 y 1999-2000 respectivamente.
Falleció el 17 de julio de 2000 a los 58 años, de un paro cardíaco. Estaba casado con la actriz Irene Grassi, madre de su hijo Rodrigo.
En el año 2010 se publicaron sus escritos reunidos en un volumen.

## Publicaciones y bibliografía
- Fernández, Gerardo - Escritos sobre teatro -Prólogo de Ernesto Schoo -  Buenos Aires, 2010 - ISBN 978-987-22882-1-1
- Osvaldo Pellettieri - El teatro y su crítica - Editorial Galerna, Buenos Aires, 1998